# Jane B. Reece
 (février 2013).
Si vous disposez d'ouvrages ou d'articles de référence ou si vous connaissez des sites web de qualité traitant du thème abordé ici, merci de compléter l'article en donnant les références utiles à sa vérifiabilité et en les liant à la section « Notes et références ».
Œuvres principales
- Biologie

Jane B. Reece (née le 15 avril 1944) est une auteure américaine de manuels scientifiques. Elle est connue pour avoir écrit, aux côtés de Neil A. Campbell les manuels Biologie.

## Biographie
Jane B. Reece reçut un A.B. en biologie à l'université Harvard ainsi qu'un M.S en microbiologie à l'université Rutgers. Elle eut son titre de Ph.D. en bactériologie à l'université de Californie à Berkeley. Ses recherches postdoctorales traitaient de la recombinaison du matériel génétique des bactéries.
Elle enseigna la biologie au collège du comté de Middlesex (New Jersey) et au collège communautaire de Queensborough (New York).
En 1978, elle rejoignit l'équipe éditoriale de Benjamin Cummings (Pearson). Elle est coauteure des manuels de biologie Campbell/Reece avec Neil A. Campbell.
En tant que directrice de publication chez Benjamin Cummings, elle joua un rôle majeur dans la rédaction des manuels de biologie.

## Ouvrages
- Biologie - Neil A. Campbell et Jane B. Reece - Benjamin Cummings (Pearson)[4]
- Biologie : Concepts et connexions - Neil A. Campbell et Jane B. Reece - Benjamin Cummings (Pearson Education (en))
- Biologie essentielle -  Neil A. Campbell et Jane B. Reece - Benjamin Cummings (Pearson)
- Le monde de la cellule (3e edition) - Jane B. Reece, W. M. Becker, M.F Poenie.